# Minorias Parlamentares

## Conceito
Considera-se minoria a representação imediatamente inferior que expresse posição diversa do Partido ou Bloco Parlamentar integrado pela maioria dos membros da Casa Legislativa.

## Classificação da Maioria
Três grupos: a) Maioria Relativa (simples ou ocasional); b) Maioria Absoluta; e c) Maioria Qualificada.

## Fundamento jurídico
Segundo Calil Simão:
"só podemos dizer que estamos diante de uma verdadeira República Democrática quando a ordem constitucional assegura à oposição minoritária alguns direitos, dentre eles o direito de dissentir da maioria, criticá-la, apresentar sua proposta e defendê-la, tudo com o fito de proporcionar que tenham alguma chance de se tornar uma maioria."

## Alguns princípios informadores
São princípios informadores dos direitos das minorias parlamentares: Devido Processo Legal (Devido Processo Legislativo), Segurança Jurídica, Democracia, Ampla Defesa e Contraditório, Igualdade e Inafastabilidade do Controle Jurisdicional.